# 全印前进同盟
全印前进同盟（英語：All India Forward Bloc）是印度的一个左翼政党。该党起源自成立于1939年6月22日的“前进同盟”派，当时它是印度国民大会党的一个内部派别。该党的意识形态是左翼民族主义、民主社会主义、社会主义。该党的创始人是苏巴斯·钱德拉·鲍斯。该党的主席是N. Velappan Nair，秘书长是Debabrata Biswas。该党的总部位于新德里。该党的下属工会组织工会协调中心。该党是左翼阵线和印度国家发展包容性联盟的成员。